# Дидану
Дидану (на акадски: 𒁲𒁕𒀀𒉡 или Di-da-a-nu) е девети цар на Асирия, от династията на „17 царе, които живели в палатки“. Той наследява трона от Харсу. Управлява в периода 2309 – 2296 пр.н.е.